# トレイルブレイザー (モノレール)
トレイルブレイザー（英: Trailblazer）は、かつてアメリカ合衆国テキサス州ダラスにあるフェア・パークにて、1956年から1964年まで運行されていた懸垂式モノレールである。
トレイルブレイザーは、アメリカ合衆国において最初に運行された商業的モノレール・システムであった。

## 歴史
モノレール社は、輸送機関における解決策のための実証プロジェクトとして想定し、1956年に「スカイウェイ・ライン」としてヒューストンのアロウヘッド・パークにて短いテストシステムを建築した。
1956年度において、モノレール社はダラスのフェア・パークにて展開されたプロジェクトのために、テキサス州ステート・フェアと契約を結んだ。
当初は、オートモービル・ビルディングおよびペンシルベニア・アベニュー（コットン・ボウル・プラザに中間駅がある）にターミナルがある、延長1,200m (4,000ft)の路線を想定していたが、路線は後にコットン・ボウルで終結する延長490m (1,600ft)へと短縮された。
当システムは、モノレール社による十分な資金提供および建設によって完成し、テキサス・スカイウェイズ社による見本市会場内の営業線として運行された － アメリカ合衆国初の商用モノレール線となる。
大部分の材料（車両を含む）は、ヒューストンの実証プロジェクトから再利用された。
当システムは、1956年開催のテキサス州ステート・フェアでの運行に間に合い、乗車料金25セント (¢) で開業し、来場者トップのアトラクションとなった。
当システムはまた、1962年公開のミュージカル映画『ステート・フェア』に出演しており、そのシーンはフェア・パークで撮影されたものである。

## サービスおよび運行
51人乗りのモノレール車両－トレイルブレイザーと命名－は、ライトブルーのグラスウールで製造されており、2台のパッカード352ガソリンエンジンによって動力を得ていた。
2つあるボギーの内、1つのボギー上にある乗員室より上にドライバーが座って、乗務員2人で当システムを運行していた。
トレイルブレイザーは、30m (100ft)間隔で建てられた、高さ9.1m (30ft)の逆J字型の鉄塔で支えられていた。
懸垂式のモノレール車両は、最大速度16km/h (10mph)とともに、空気タイヤで地上より5.5m (18ft)の高さで走行していた。しかし、フェア・パークの当システムは、駅間での可能な加速による速度が制限されていた。
その2分間の移動は、コットン・ボウルとフェア・パークのオートモービル・ビルディングを連絡した。コットン・ボウル駅が放物線状アーチによって吊り下げられている間、オートモービル・ビルディングのターミナルは地上にあった。
当モノレールは、テキサス州ステート・フェア間および年間の週末に、数年間運行された。
当システムは、ダラスおよびモノレール社のための輸送技術のショーケースとなっており、世界中から都会に住む立案者および都市の指導者の注目を集めた。
当システム導入の30ヶ月後に、5万人の乗客を呼び込んでいた。当システムの寿命までには、100万人以上の乗客を運搬していた。
1958年4月に発生した小火は、トレイルブレイザーの退避を引き起こしたが、乗客6人および乗務員2人は無傷で避難した。
当システムは、目新しさおよび維持保守を縮小するために、1964年に閉鎖され、スイス・スカイ・ライドへと置き換えられた。
トラックは解体され、モノレール車両はヒューストンにあるグッデル・モノレール博物館へと引退する予定であった。
しかしながら、数年後にモノレール車両は、引き揚げ作業場で発見された。
モノレール車両は、後に購入されており、テキサス州ウィルズ・ポイントの町へ移動されて、住宅へと改装されており、当地でモノレール車両は今日まで残されている。